# المدرسة الثانوية العربية الجديدة
المدرسة الثانوية العربية الجديدة (بالعبرية: תיכון ערבי חדש) هي مدرسة عربية ثانوية حكومية في اللد، فلسطين المحتلة. وقد افتُتحت أول مدرسة عربية ثانوية حكومية في المدينة في مبنى كلية اللد الإقليمي السابق في نوفمبر/تشرين الثاني 2010. وفي حزيران/يونيه 2011 كان هناك 250 طالباً، وكان من المقرر الانتقال إلى مرفق جديد في حي القطار في اللد، ولكن ظلت المدرسة في موقعها لفترة مؤقتة.